# Ethelbert Edward Lort Phillips
Ethelbert Edward („Bertie“) Lort Phillips (* 23. Februar 1857 in Haverfordwest; † 15. Oktober 1943 in Dartmouth) war ein walisischer Geschäftsmann, Hobby-Naturforscher und Lachsfischer.

## Leben und Wirken
Er war das zweite Kind einer wohlhabenden Familie. Der Vater hieß Richard Ilbert Lort Phillips (1819–1860) und seine Mutter Frederica Isabella Louisa geb. de Rutzen († 1904). Als sein ältester Bruder John Frederick Lort Phillips (1854–1926) verstarb, nahm sein Neffe Frederick William Alfred Gillet den Namen Lort Phillips als Teil des Erbes an. Am 14. Februar 1891 heiratete er in St. George’s Hannover-square Louisa Jane Forbes Lort Phillips geb. Gunnis (1856–1947).

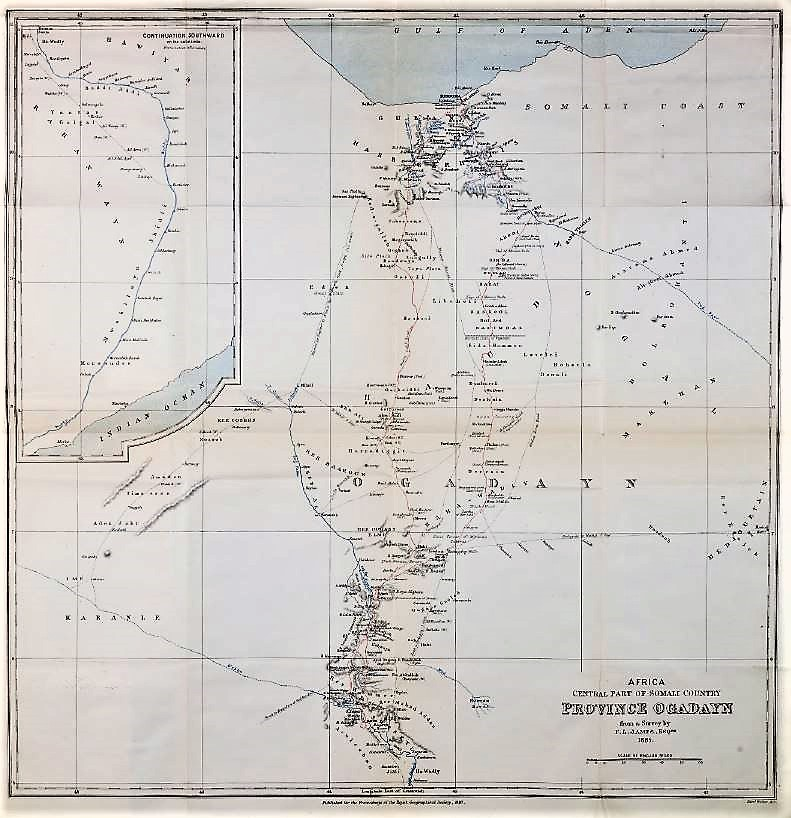
Karte der James-Expedition 1884

Im November 1883 befand er sich in Aden und genoss die Gastfreundschaft von General James Blair (1828–1905). Am 8. Dezember 1883 brach er mit der sogenannten James-Expedition mit einem arabischen Dau Richtung Berbera auf. Teilnehmer der Expedition waren Frank Linsly James (1851–1890), dessen Bruder William Dodge James (1854–1912), Gerald Percy Vivian Aylmer (1856–1936) und James Godfrey Thrupp (1848–1913) sowie Lort Phillips. Außerdem gehörte der schweizerische Diener Anselmier, der englische Diener Durling, der äthiopische Diener Girghis und der somalische Führer Duali Idris zum Expeditionsteam. Ihr Wunsch war es, als einer der ersten Europäer das Land südlich zu erkunden und über den Shabelle die Stadt Mogadischu zu erreichen. Am 16. April 1884 kehrte die Expedition zurück, jedoch ohne das Ziel Mogadischu erreicht zu haben. So führte sie die Reise in den Süden bis an den Shabelle. Eine ausführliche Beschreibung der Reise wurde von Frank Linsly James am 29. Juni 1885 vor der Royal Geographical Society gelesen.
Am 21. Juni 1890 kommt es zu einem tragischen Jagdunfall, als er mit seinem Freund Frank Linsly James am Benito in Gabun unterwegs war. Ein angeschossener Elefant verletzte James so schwer, dass dieser anschließend an seinen Verletzungen verstarb. Lort Phillips entkam dem Elefantenangriff nur knapp.
Am 4. Januar 1895 checkte er erneut in London bei der Peninsular and Oriental Steam Navigation Company auf dem Dampfschiff Rome ein, welches ihn nach Aden brachte. Neben seiner Frau Louisa geb. Gunnis waren es Edith Cole (1859–1940), sein Schwager Francis „Frank“ George Gunnis (1861–1932) und Aylmer, die ihn bei der Reise begleiteten. Hier waren es General John Jopp und dessen Frau sowie der Hauptmann John Oliver Mennie, die ihnen bei ihren Vorbereitung in Aden sehr behilflich waren. Von Aden ging es am 23. Januar mit dem Dampfer Tuna weiter nach Berbera, das sie am 24. Januar erreichten. Sie wurden zunächst bei Sir Percy Cox untergebracht. Dann führte sie die Reise zur Oase Dobar. Von dort war das nächste Ziel Bihan. Die nächsten Etappe führte sie über Gellocker und Hammar am Fuße des Sheikh Passes ins Golis-Gebirge. Über Gooldoo, Hamed, Geddinyarli, Darra As, Darra Sarri, Woob, die Hainwaina Ebene, Booblo erreichte die Gruppe am 20. April Bihejo. Schließlich kehrte die Gruppe über Faradairo nach Berbera zurück. Sie hatten Glück und der Truppentransporter Mayo nahm sie sehr bald mit zurück nach Aden. Die botanische Ausbeute der Reise, die vor allem durch seine Frau und Frau Cole gesammelt wurde, beschrieb John Gilbert Baker (1834–1920) im Jahr 1895 in Bulletin of miscellaneous information. Eine weitere geologische Sammlung seiner Frau von der Reise wurde von John Walter Gregory analysiert und beschrieben.
Im Januar 1897 kehrte Lort Phillips gemeinsam mit seiner Frau Louisa, seiner Nichte Florence Emmeline Philippa Gillett (1874–1953), seinem Neffen Frederick William Alfred Herbert Gillett (1872–1944), Aylmer, George Ivers Bland (1870–1903) und Guy Fremantle (1867–1944) nach Berbera zurück. Aylmer beschrieb die Reise ausführlich im Jahr 1898 in The Geographical Journal.
Von 1910 bis 1911 baute er die heutige Touristenhütte Vangshaugen am See Storvatnet im Grødalen-Tal, die ihm zur Jagd und Fischerei diente. 1934 baute er eine weitere Hütte in den Bergen. Am Ende vermachte er ca. 4 Hektar Land an Kristiansund und den Nordmører-Fremdenverkehrsverband. Noch in den Jahren 1910 und 1911 diente er als Bürgermeister von Dartmouth. Lort Phillips verdiente in Norwegen sein Geld mit dem Lachsfang und baute viele Häuser, die den Tourismus förderten. Sein Handeln führte aber auch zu Konflikten mit den Einheimischen. Als er beispielsweise ein Bootshaus aus Stein auf dem Grund und Boden des Bauers Ole Sivertsen baute, verklagte dieser Philipps und bekam vor Gericht Recht.
Lort Phillips verstarb im Haus Gunfield in Dartmouth.

## Arten
Zu den Arten gehören chronologisch u. a.:
- Somalidrossel (Turdus ludoviciae (Lort Phillips, 1895))
- Somalirabe (Corvus edithae Lort Phillips, 1895)
- Kurzschwanzlerche (Spizocorys fremantlii (Lort Phillips, 1897))
- Somaligimpel (Rhynchostruthus louisae Lort Phillips, 1897)

## Unterarten
Zu den Unterarten gehören chronologisch u. a.:
- Schwarzkopf-Bartvogel (Tricholaema melanocephala blandi Lort Phillips, 1897)
- Nubiennachtschwalbe (Caprimulgus nubicus torridus Lort Phillips, 1898)

## Synonyme
- Pseudalaemon Lort Phillips, 1898 ist ein Synonym für Spizocorys Sundevall, 1872
- Veilchenastrild (Granatina ianthinogaster hawkeri Lort Phillips, 1898) ist ein Synonym für die Nominatform

## Mitgliedschaften
Seit 1896 war er Mitglied British Ornithologists’ Union und seit 1887 des British Ornithologists’ Club. Zu der Zeit wohnte er am 79 Cadogan Square in Knightsbridge. Seit 1895 war er Fellow der Zoological Society of London (ZSL) und hatte einen weiteren Sitz im Lawrenny Park nahe Pembroke. Von 1902. und 1907 saß er im Rat der ZSL.

## Dedikationsnamen
George Ernest Shelley benannte 1885 den Somalisteinschmätzer (Oenanthe phillipsi) zu seinen Ehren. Außerdem finder sich sein Name in der Gabelracken-Unterart (Coracias caudatus lorti Shelley, 1885) und in der Rebhuhnfrankolin-Unterart (Scleroptila gutturalis lorti (Sharpe, 1897)).
Des Weiteren findet sich sein Name in der Philips-Nacktsohlenrennmaus (Gerbilliscus phillipsi), die William Edward de Winton 1898 erstbeschrieb, sowie in der Eritrea-Dikdik-Unterart (Madoqua saltiana phillipsi) die Oldfield Thomas 1894 beschrieben hatte.
1895 benannte George Albert Boulenger die Agamen-Art Acanthocercus phillipsii, sowie die Sphaerodactylidae-Art Pristurus phillipsii und 1898 die Echte-Eidechsen-Art Philochortus phillipsii nach ihm.
Die ihm von Jenő Béla Kümmerle (1876–1931) gewidmete Pflanzenart Ceterach phillipsianum wird heute als Asplenium phillipsianum (Kümmerle) Bir, Fraser-Jenk. & Lovis geführt.

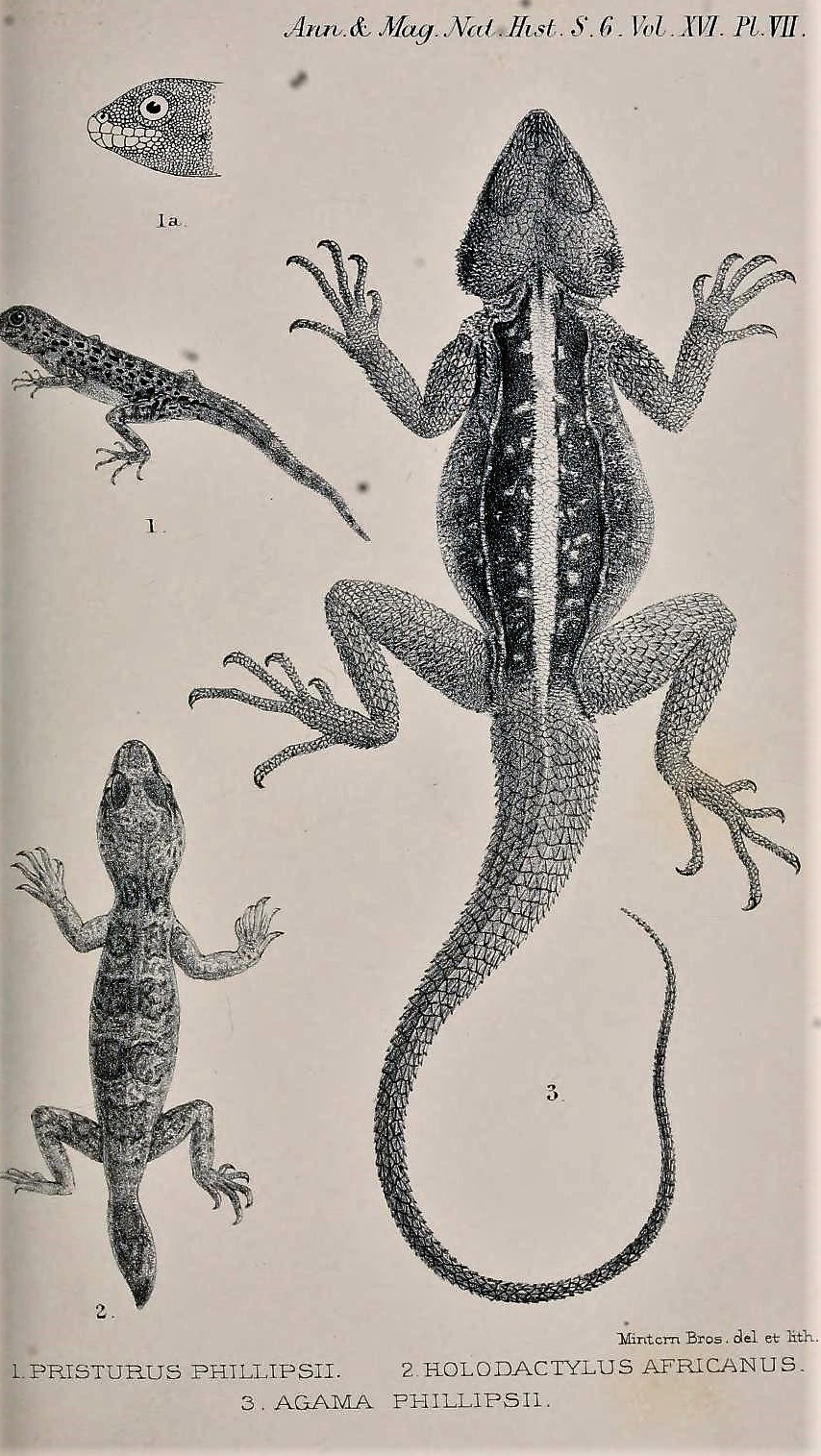
Pristurus phillipsii, Holodactylus africanus & Acanthocercus phillipsii illustriert von Robert Mintern (1840–1908)
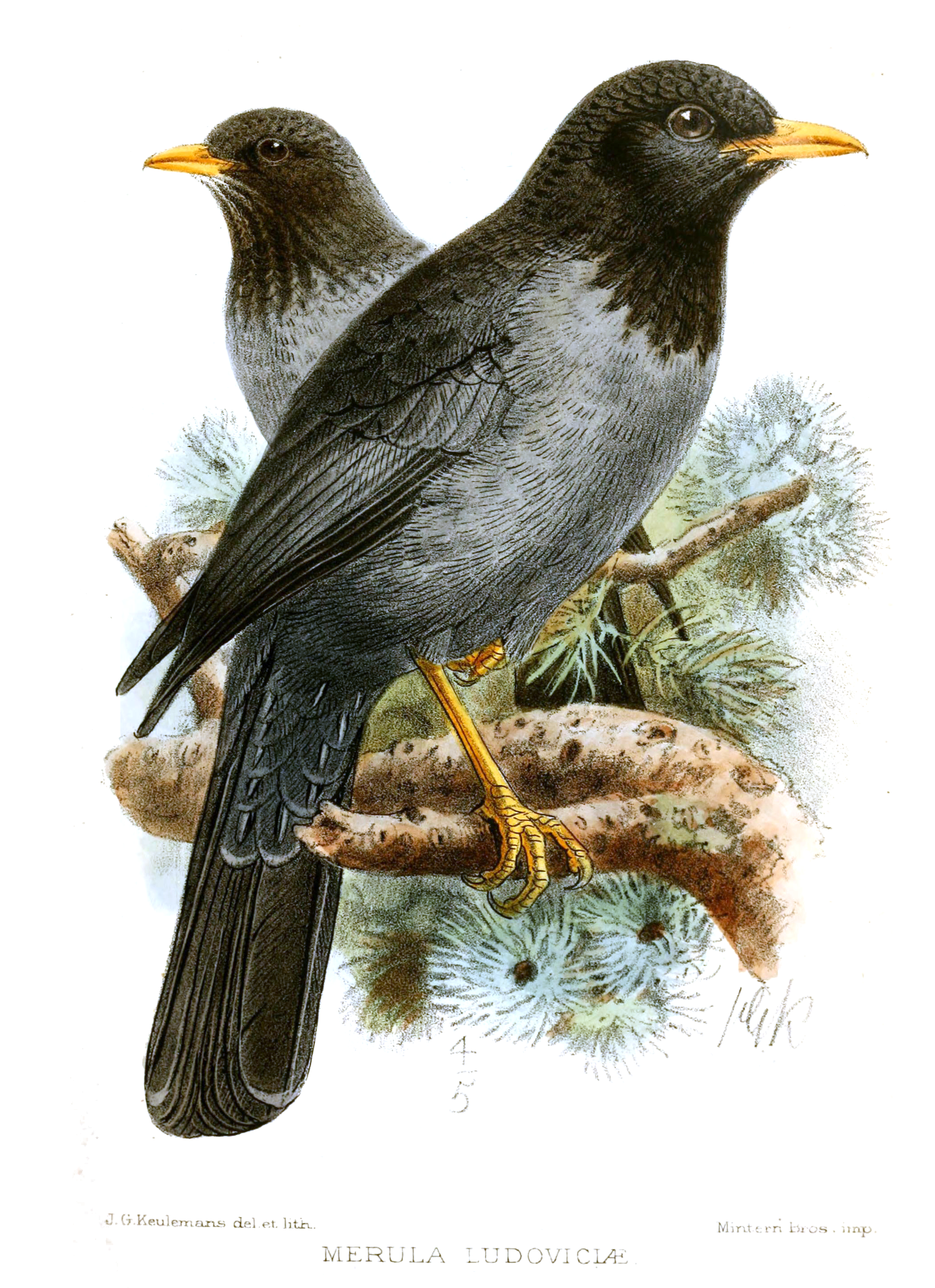
Somalidrossel illustriert von John Gerrard Keulemans
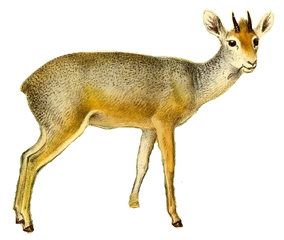
Madoqua saltiana phillipsi
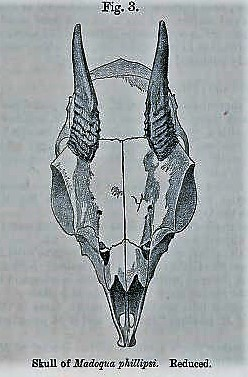
Schädel Madoqua saltiana phillipsi illustriert als Teil der Erstbeschreibung
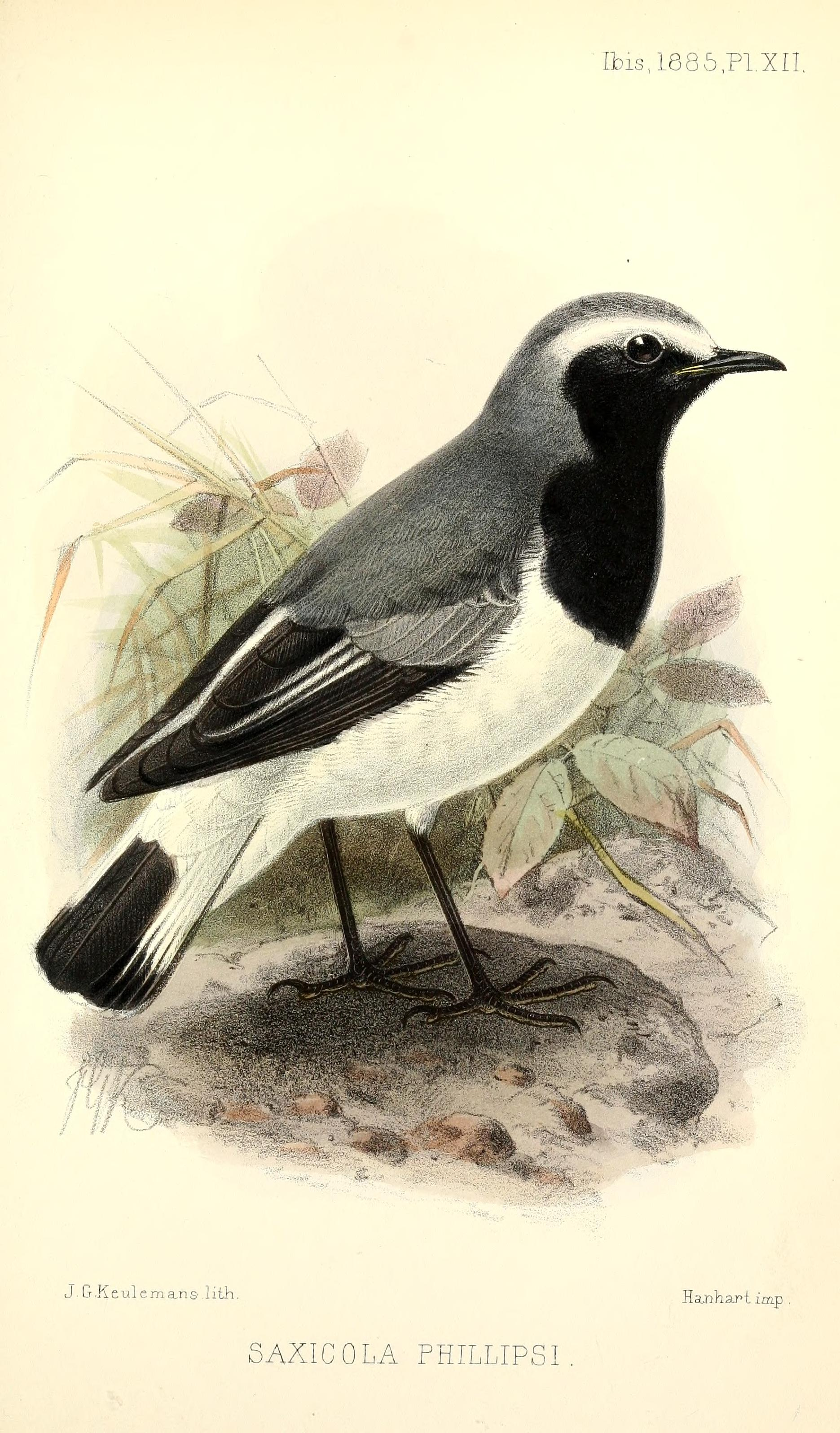
Somalisteinschmätzer (Oenanthe phillipsi) illustriert von John Gerrard Keulemans

## Publikationen (Auswahl)
- Notes on the antelopes from Somaliland. In: Proceedings of the Scientific Meetings of the Zoological Society of London for the Year 1885. 1885, S. 930–932 (biodiversitylibrary.org).
- Mr. E. Lort Phillips sent for exhebition specimens of new species of Merula and Corvus from Somaliland. In: Bulletin of the British Ornithologists' Club. Band 4, Nr. 27, 1895, S. 34 (biodiversitylibrary.org).
- On Birds observed in the Goolis Mountains in Northern Somaliland. In: The Ibis (= 7). Band 2, Nr. 5, 1896, S. 62–87 (biodiversitylibrary.org).
- Mr. E. Lort Phillips exhibted some specimens of birds. In: Bulletin of the British Ornithologists' Club. Band 6, Nr. 45, 1897, S. 46–47 (biodiversitylibrary.org).
- Narrative of a Visit to Somaliland in 1897, with Field-notes on Birds obtained during the Expedition. In: The Ibis (= 7). Band 4, Nr. 15, 1898, S. 382–425 (biodiversitylibrary.org).
- Mr. E. Lort Phillips described two new speces of birds from Somaliland. In: Bulletin of the British Ornithologists' Club. Band 8, Nr. 58, 1898, S. 23 (biodiversitylibrary.org).